# Mspell
Mspell je računalniški program za odkrivanje tipkarskih napak v slovenskih besedilih. Sprogramiral ga je Miha Mazzini in je bil prvi slovenski črkovalnik v komercialni prodaji. (COBISS)
Program je znal poleg tipkarskih napak odkriti tudi nekaj slovničnih (raba predlogov k, h, s in z, ...) ter poiskati rime in anagrame.